# La Résistante
La Résistante (titre original : Remnant Population) est un roman de Elizabeth Moon publié en 1996, nommé en 1997 pour le prix Hugo du meilleur roman. Le livre raconte l'histoire d'une femme âgée, Ofelia, qui décide de rester sur une colonie après que l'entreprise de colonisation qui l'y avait envoyée, la Sims Bancorp Colony, a décidé de se retirer.